# Wayne (Nueva York)
Wayne es un pueblo ubicado en el condado de Steuben en el estado estadounidense de Nueva York. En el año 2000 tenía una población de 1,165 habitantes y una densidad poblacional de 22 personas por km².

## Geografía
Wayne se encuentra ubicado en las coordenadas 42°27′14″N 77°7′38″O / 42.45389, -77.12722.

## Demografía
Según la Oficina del Censo en 2000 los ingresos medios por hogar en la localidad eran de $38,056, y los ingresos medios por familia eran $42,292. Los hombres tenían unos ingresos medios de $32,841 frente a los $23,462 para las mujeres. La renta per cápita para la localidad era de $21,563. Alrededor del 5.2% de la población estaban por debajo del umbral de pobreza.